# 吉原米治
吉原 米治 （よしはら よねじ / よねはる、1928年（昭和3年）2月8日 ‐ 2017年（平成29年）8月7日）は、日本の政治家。日本社会党衆議院議員（通算5期）。

## 経歴・政歴
- 島根県大田市出身。旧制宇部工業専門学校（現・山口大学工学部）機械科中退。
- 石見交通勤務、島根県評副議長、1966年大田市議に初当選し、3期務めた。1976年に島根全県区から衆議院議員に初当選し、5期務めたが1990年に落選。のち、日本社会党島根県本部委員長も務めた。
- 2017年、死去。89歳没。